# Karin Hansdotter
Karin Hansdotter (1539 – Närke, 1596) fu una amante del re Giovanni III di Svezia.

## Biografia
Era figlia di Hans Klasson Kökkemäster, un ex monaco che era stato fatto prete a Stoccolma dopo la riforma nel 1527, e di sua moglie Ingeborg Åkesdotter, ex suora e figlia illegittima di un nobile. Suo padre dovette poi lasciare la sua carica a causa di adulterio.
Entrò a far parte della corte nel 1550 come damigella della regina madre Caterina Stenbock. 
Intorno al 1555 iniziò la relazione con il principe Giovanni, duca di Finlandia. Karin lo raggiunse in Finlandia dove divenne sua amante ufficiale e padrona del castello di Åbo.
Diede al re quattro figli:
- Sofia Johansdotter Gyllenhielm (1556-1583), che sposò Pontus De la Gardie;
- August Johansdotter Gyllenhielm (1557-1560);
- Julius Johansdotter Gyllenhielm (1559-1583);
- Lucrecia Johansdotter Gyllenhielm (1560-1585).

Nel 1560 con i figli tornò in Svezia.
Nel 1561, prima che Giovanni sposasse Caterina Jagellone, Karin sposò Klas Andersson Westgöte, un paggio del principe, a cui diede una figlia:
- Brita Klasdotter Westgöte (1563-1620), che sposò Carl Stenbock.

Perse molte sue proprietà durante la ribellione contro il re Eric XIV di Svezia organizzata da Giovanni, il quale quando divenne re nel 1568 provvide a mantenere l'ex amante e la prole.
Nel 1563 rimase vedova: suo marito venne ucciso da Eric XIV. Contrasse nuove nozze nel 1572 con Henrikson Lars Hordeel, il quale venne reso nobile nel 1576 da Giovanni III a patto che si prendesse cura dei suoi figli illegittimi avuti con l'amante. In quello stesso anno Sofia divenne dama di compagnia della principessa Elisabetta Vasa e gli altri figli di Karin e Giovanni ricevettero titoli nobiliari.
Al terzo marito Karin diede una figlia:
- Anna Larsdotter Hordeel (1573-1646), che sposò Hans Mårtensson Boije.

Karin morì nel 1596.